# Saskatchewan Storm
I Saskatchewan Storm sono stati una franchigia di pallacanestro della World Basketball League, con sede a Saskatoon, nel Saskatchewan, attivi tra il 1990 e il 1992.
Disputarono tre stagioni nella WBL, non raggiungendo mai i play-off. Scomparvero dopo il fallimento della lega nel 1992.

## Stagioni
| Stagione | Lega | Denominazione      | V  | P  | %    | Piazzamento | Play-off |
| -------- | ---- | ------------------ | -- | -- | ---- | ----------- | -------- |
| 1990     | WBL  | Saskatchewan Storm | 19 | 27 | 41,3 | 6º          | -        |
| 1991     | WBL  | Saskatchewan Storm | 25 | 26 | 49,0 | 3º          | -        |
| 1992     | WBL  | Saskatchewan Storm | 12 | 21 | 36,4 | 7º          | -        |